# Maximiliana María de Baviera
Maximiliana María de Wittelsbach (Múnich, 4 de julio de 1552 - id. 11 de julio de 1614), fue una noble alemana perteneciente a la casa de Wittelsbach, cuarto vástago de la unión entre el duque Alberto V de Baviera y la archiduquesa austriaca Ana de Habsburgo-Jagellón (hija del emperador Fernando I y de la princesa Ana Jagellón). Sus abuelos paternos eran el duque Guillermo IV de Baviera y su esposa la margravina María Jacoba de Baden.

## Vida
Su formación se centró en la música: entre sus maestros estaba el organista Hans Schachinger el Joven y fue particularmente cercana a la familia del maestro de capilla de la corte, Orlando di Lasso. 
Nunca se casó y vivió en Múnich, en la corte de su hermano Guillermo V de Baviera, el cual se ocupó de ella y le concedió una pensión de 6.000 florines al año.
Mantuvo una estrecha relación con su hermana María Ana, esposa del archiduque Carlos II de Estiria, que vivía en Graz, junto con la que contribuyó a la boda de su sobrina María Ana de Baviera con el futuro emperador Fernando II. Aunque su hermano no quiso que se mudará a la corte de su hermana, finalmente accedió y le dio los fondos para el viaje, vivió ahí tres años (1595 hasta 1598), donde desarrolló una relación especialmente intensa con su sobrino Fernando.
María Maximiliana finalmente regresó a Múnich en 1598. Se dice que su hermano notó que una convivencia permanente era imposible debido a sus peculiaridades.
María Maximiliana contrató al pintor y grabador Johann Weiner como pintor de la corte. Ella donó una letanía musical al monasterio capuchino en Altötting todos los domingos. El hijo de Orlando di Lasso, Guillermo di Lasso, regaló para Maximiliana un epitafio colocado en la iglesia de San Pedro.